# Bhrigupanth
Der Bhrigupanth ist ein 6772 m hoher Berg im Garhwal-Himalaya im indischen Bundesstaat Uttarakhand.
Der Bhrigupanth liegt im westlichen Teil der Gangotri-Gruppe in unmittelbarer Nachbarschaft zum südlich gelegenen 6904 m hohen Thalay Sagar und dem 6660 m hohen östlich gelegenen Meru. Nördlich des Bhrigupanth erhebt sich die dreigipflige Berggruppe Manda. Am Fuße der Nordwestflanke liegt der Gletschersee Kedartal.
1980 gelang einer US-amerikanisch-neuseeländischen Frauenexpedition unter Führung von Arlene Blum die Erstbesteigung. Die Aufstiegsroute führte von Westen über den Sattel zwischen Bhrigupanth und Thalay Sagar zum Gipfel.